# Mesostruktur (Lexikografie)
Als Mesostruktur bezeichnet man in einem Wörterbuch eine Struktur, welche die Verbindung zwischen einzelnen Einträgen und anderen Einheiten des Lexikons im Rahmen seiner Mikrostruktur beschreibt. Mesostrukturen können z. B. ein Abkürzungsverzeichnis sein, auf das verwiesen wird, oder ein Index (Konkordanz).